# GPR63
GPR63 (англ. G protein-coupled receptor 63) – білок, який кодується однойменним геном, розташованим у людей на короткому плечі 6-ї хромосоми. Довжина поліпептидного ланцюга білка становить 419 амінокислот, а молекулярна маса — 47 578.
| 10         |  | 20         |  | 30         |  | 40         |  | 50         |
| ---------- |  | ---------- |  | ---------- |  | ---------- |  | ---------- |
| MVFSAVLTAF |  | HTGTSNTTFV |  | VYENTYMNIT |  | LPPPFQHPDL |  | SPLLRYSFET |
| MAPTGLSSLT |  | VNSTAVPTTP |  | AAFKSLNLPL |  | QITLSAIMIF |  | ILFVSFLGNL |
| VVCLMVYQKA |  | AMRSAINILL |  | ASLAFADMLL |  | AVLNMPFALV |  | TILTTRWIFG |
| KFFCRVSAMF |  | FWLFVIEGVA |  | ILLIISIDRF |  | LIIVQRQDKL |  | NPYRAKVLIA |
| VSWATSFCVA |  | FPLAVGNPDL |  | QIPSRAPQCV |  | FGYTTNPGYQ |  | AYVILISLIS |
| FFIPFLVILY |  | SFMGILNTLR |  | HNALRIHSYP |  | EGICLSQASK |  | LGLMSLQRPF |
| QMSIDMGFKT |  | RAFTTILILF |  | AVFIVCWAPF |  | TTYSLVATFS |  | KHFYYQHNFF |
| EISTWLLWLC |  | YLKSALNPLI |  | YYWRIKKFHD |  | ACLDMMPKSF |  | KFLPQLPGHT |
| KRRIRPSAVY |  | VCGEHRTVV  |  |            |  |            |  |            |

A: Аланін

C: Цистеїн

D: Аспарагінова кислота

E: Глутамінова кислота

F: Фенілаланін

G: Гліцин

H: Гістидин

I: Ізолейцин

K: Лізин

L: Лейцин

M: Метіонін

N: Аспарагін

P: Пролін

Q: Глутамін

R: Аргінін

S: Серин

T: Треонін

V: Валін

W: Триптофан

Кодований геном білок за функціями належить до рецепторів, g-білокспряжених рецепторів, білків внутрішньоклітинного сигналінгу. 
Локалізований у клітинній мембрані, мембрані.